# Zbiornik wody gruntowej
Zbiornik wody gruntowej - wolne przestrzenie w porowatych skałach, mogące pomieścić zasoby wody gruntowej.